# Eliane Martins
Eliane Martins (* 26. Mai 1986 in Joinville) ist eine brasilianische Leichtathletin, die sich auf den Weitsprung spezialisiert hat. Mit drei Titeln bei den Südamerikameisterschaften sowie einer Silbermedaille zählt sie zu den erfolgreichsten Weitspringerinnen ihres Landes.

## Sportliche Laufbahn
Erste internationale Erfahrungen sammelte Eliane Martins bei den Juniorensüdamerikameisterschaften 2005 in Rosario, bei denen sie mit 6,41 m die Goldmedaille gewann. Zwei Jahre später nahm sie an den Weltmeisterschaften in Osaka teil und schied dort mit 6,28 m in der Qualifikation aus. 2008 gewann sie bei den Ibero-Amerikanischen Meisterschaften in Iquique mit 6,20 m die Silbermedaille und siegte daraufhin mit 6,11 m bei den U23-Südamerikameisterschaften in Lima. 2010 qualifizierte sie sich für die Hallenweltmeisterschaften in Doha, bei denen ihr in der Vorrunde aber kein gültiger Versuch gelang. Im Juni gewann sie bei den Ibero-Amerikanischen Meisterschaften in San Fernando mit 6,17 m die Bronzemedaille. Zwei Jahre später siegte sie dann mit 6,55 m bei den Meisterschaften in Barquisimeto. 2013 nahm sie an den Sommer-Universiade in Kasan teil, schied aber auch dort mit 5,97 m in der Qualifikation aus und 2014 gewann sie bei den Ibero-Amerikanischen Meisterschaften in São Paulo mit einer Weite von 6,31 m die Bronzemedaille. Bei den Panamerikanischen Spielen in Toronto wurde sie mit 6,40 m Zehnte und qualifizierte sich zudem für die Weltmeisterschaften in Peking, bei denen ihr in der Vorrunde kein gültiger Versuch glückte, wie auch bei den Hallenweltmeisterschaften in Portland im Jahr darauf. Anschließend siegte sie bei den Ibero-Amerikanischen Meisterschaften in Rio de Janeiro mit 6,52 m und nahm an den Olympischen Spielen ebendort teil, bei denen sie mit 6,33 m in der Qualifikation ausschied.
Im Jahr darauf siegte sie mit 6,51 m bei den Südamerikameisterschaften in Luque und wurde bei den Weltmeisterschaften in London mit einer Weite von 6,52 m im Finale Elfte. 2018 gewann sie bei den Südamerikaspielen in Cochabamba mit 6,66 m die Silbermedaille hinter der weitengleichen Peruanerin Paola Mautino. Auch bei den anschließenden Ibero-Amerikanischen Meisterschaften in Trujillo gewann sie mit 6,66 m die Silbermedaille. 2019 verteidigte Martins bei den Südamerikameisterschaften in Lima mit 6,71 m erfolgreich ihren Titel von 2017 und nahm anschließend an den Panamerikanischen Spielen ebendort teil, bei denen sie mit 6,19 m aber nur auf den zehnten Platz gelangte. Sie qualifizierte sich auch für die Weltmeisterschaften in Doha, bei denen sie mit 6,50 m in der Qualifikation ausschied. Anschließend gewann sie bei den Militärweltspielen in Wuhan mit einer Weite von 6,39 m die Bronzemedaille hinter der Französin Hilary Kpatcha und Maryse Luzolo aus Deutschland. Im Jahr 2020 gewann sie bei den erstmals ausgetragenen Hallensüdamerikameisterschaften in Cochabamba mit 6,44 m die Bronzemedaille hinter den Panamaerin Natalie Aranda und Aries Sánchez aus Venezuela. Im Dezember siegte sie mit 6,45 m beim Grande Prêmio Brasil Caixa und 2021 gewann sie bei den Südamerikameisterschaften in Guayaquil mit einem Sprung auf 6,57 m die Silbermedaille hinter ihrer Landsfrau Letícia Melo. Anschließend verpasste sie bei den Olympischen Sommerspielen in Tokio mit 6,43 m den Finaleinzug.
2022 gewann sie bei den Hallensüdamerikameisterschaften in Cochabamba mit 6,23 m erneut die Bronzemedaille, diesmal hinter Natalie Aranda aus Panama und der Chilenin Rocío Muñoz und anschließend brachte sie bei den Hallenweltmeisterschaften in Belgrad keinen gültigen Versuch zustande. Im Mai belegte sie bei den Ibero-Amerikanischen Meisterschaften in La Nucia mit 6,30 m den sechsten Platz und im Juli verpasste sie bei den Weltmeisterschaften in Eugene mit 6,33 m den Finaleinzug. Im Jahr darauf siegte sie mit 6,62 m zum dritten Mal bei den Südamerikameisterschaften in São Paulo, ehe sie bei den Weltmeisterschaften in Budapest mit 6,38 m in der Qualifikationsrunde ausschied. Ende Oktober gewann sie bei den Panamerikanischen Spielen in Santiago de Chile mit 6,49 m die Silbermedaille hinter der Kolumbianerin Natalia Linares. 2024 gewann sie bei den Hallensüdamerikameisterschaften in Cochabamba mit 6,49 m die Silbermedaille hinter ihrer Landsfrau Lissandra Campos und anschließend gelangte sie bei den Hallenweltmeisterschaften in Glasgow mit 6,29 m auf Rang 14. Im Mai gewann sie bei den Ibero-Amerikanischen Meisterschaften in Cuiabá mit 6,47 m die Bronzemedaille hinter ihrer Landsfrau Campos und Natalia Linares aus Kolumbien. Im August schied sie bei den Olympischen Sommerspielen in Paris mit 6,36 m in der Qualifikationsrunde aus.
In den Jahren 2012 und von 2017 bis 2021 sowie 2023 und 2024 wurde Martins brasilianische Meisterin im Weitsprung.